# Perdita decemnotata
Perdita decemnotata är en biart som beskrevs av Timberlake 1962. Perdita decemnotata ingår i släktet Perdita och familjen grävbin. Inga underarter finns listade i Catalogue of Life.